# Röns
Röns är en ort och kommun i distriktet Feldkirch i förbundslandet Vorarlberg i Österrike.